# Mexicana Universal 2020
Mexicana Universal 2020 fue la 3.ª edición del certamen Mexicana Universal la cual se realizó en el Hotel Misión Juriquilla de la ciudad de Querétaro, Querétaro el domingo 29 de noviembre de 2020. Treinta candidatas de toda la República Mexicana compitieron por el título nacional, el cual fue ganado por Andrea Meza de Chihuahua quien compitió en Miss Universo 2020 en Florida, Estados Unidos donde logró coronarse como la tercera mexicana en obtener el título. Meza fue coronada por la suplente de Mexicana Universal 2019 Claudia Lozano de Nuevo León, convirtiéndose en la quinta chihuahuense en competir en Miss Universo.
El título de Nuestra Latinoamericana Universal México 2021 fue ganado por Ángeles Castro de Oaxaca quien competiría en Nuestra Latinoamericana Universal. El título de Mexicana Charm 2020 fue ganado por Karen Bustos de San Luis Potosí quien compitió  Miss Charm 2023 en Vietnam logrando colocarse dentro del Top 20. El título de Mexicana Hispanoamericana 2021 fue ganado por Andrea Bazarte de Nuevo León quien compitió en Reina Hispanoamericana 2021 en Bolivia donde logró el histórico "back to back" para México convirtiéndose en la tercera mexicana en lograr el título.
En enero del 2022 Camila Canto de Puebla fue designada como Mexicana Orb 2022, obteniendo el derecho de representar al país en la primera edición del concurso Miss Orb International en Costa Rica. El día 30 de agosto del 2022 Camila logró para el país la primera corona internacional de este certamen.
La tercera edición de Mexicana Universal 2020 se tenía contemplada para realizarse en junio, pero debido a la Pandemia de COVID-19 en México tuvo que ser trasladada para noviembre siendo la primera edición transmitida por Imagen Televisión. Esta edición marcó el inicio a la regla de que cualquier reina estatal de ediciones pasadas puede competir una vez más por el título nacional.
El día 31 de mayo de 2021 Débora Hallal de Sinaloa fue designada como Mexicana Universal 2021 debido a que no se realizó certamen nacional en dicho año. Al ser la suplente de la edición 2020, se le otorgó el derecho de representar al país en Miss Universo 2021 en Israel. Coronada por Andrea Meza Miss Universo 2020 se convirtió en la novena sinaloense en ir a Miss Universo.

## Resultados
| Posición                       | Candidata |
| Mexicana Universal 2020        | - Chihuahua - Andrea Meza |
| Mexicana Latinoamericana 2021  | - Oaxaca - Ángeles Castro |
| Mexicana Charm 2020            | - San Luis Potosí - Karen Bustos |
| Mexicana Hispanoamericana 2021 | - Nuevo León - Andrea Bazarte |
| 1.ª Finalista                  | - Sinaloa - Débora Hallal ∞ |
| 2.ª Finalista                  | - Ciudad de México - Brenda Smith ‡ |
| 3.ª Finalista                  | - Puebla - Camila Canto |
| Top 10                         | - Colima - Ivonne Barocio - Sonora - Karla Ochoa - Yucatán - Natalia Elizarrarás                                                                    |
| Top 15                         | - Baja California - Grissel Osuna - Coahuila - Ana Lucila Linaje - Jalisco - Michel Sosa - Tamaulipas - Patricia Morato - Veracruz - Estefanía Ruiz |

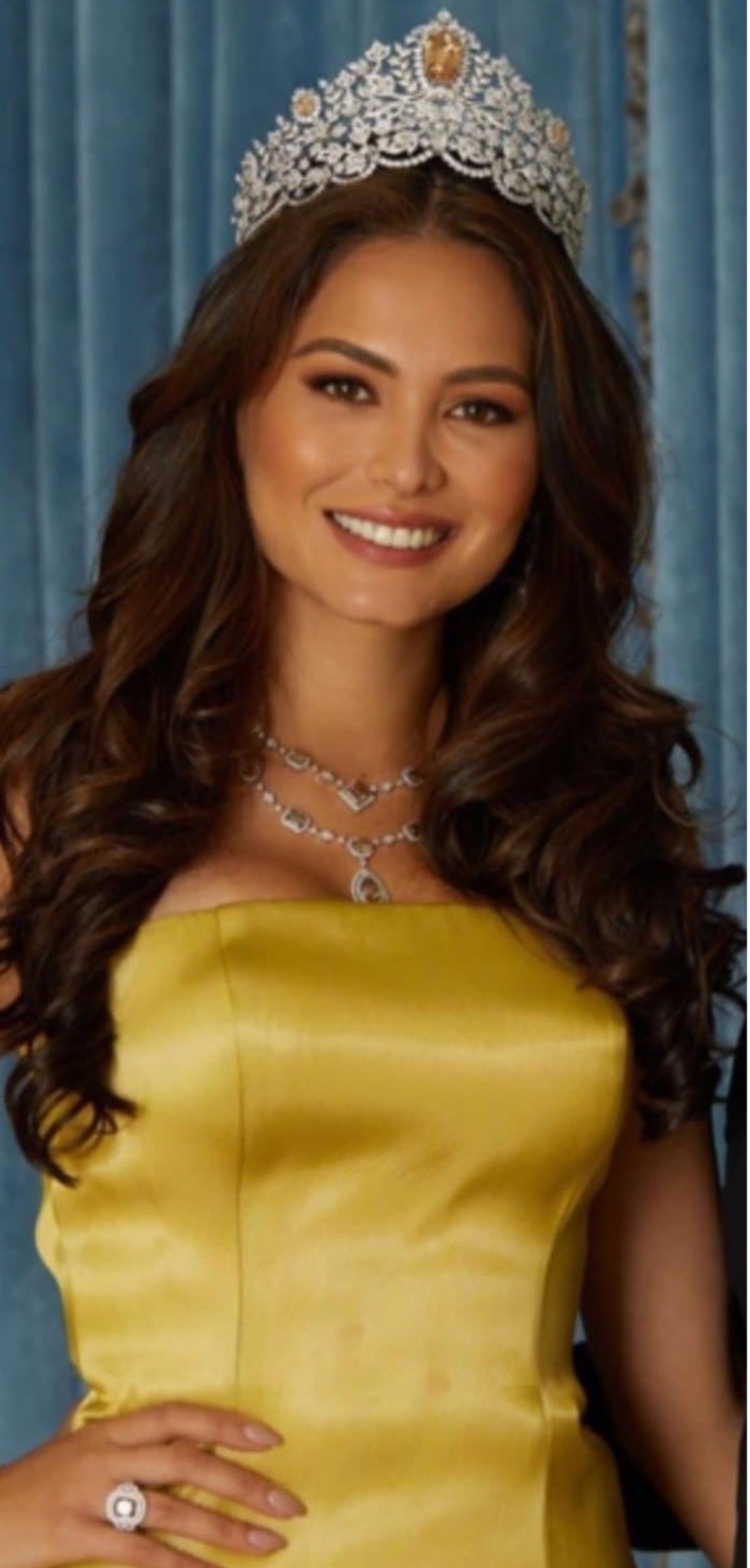
Andrea Meza
Mexicana Universal Chihuahua 2019, Mexicana Universal 2020 y Miss Universo 2020.

∞ Débora fue designada como Mexicana Universal 2021 y obtuvo el derecho de representar al país en Miss Universe 2021. 
‡ Brenda compitió en Señorita Panamá 2021 y eventualmente ganó el título, obteniendo el derecho de representar a Panamá en Miss Universo 2021.

### Premios Especiales
| Premio                        | Candidata                     |
| Cabellera Salerm Cosmetics    | - Sinaloa - Débora Hallal     |
| Imagen GOC Make Up            | - Puebla - Camila Canto       |
| Embajadora HC Wellness        | - Nuevo León - Andrea Bazarte |
| Modelo Fashion Fest Liverpool | - Chihuahua - Andrea Meza     |
| Camino al Éxito Andrea        | - Colima - Ivonne Barocio     |
| Mejor Traje Típico            | - Oaxaca - "Alebrije"         |

### Jurado
- Diego Di Marco - Conductor de televisión y coach de estilo de vida
- Yamelin Ramírez - Nuestra Belleza Mundo México 2014
- Sofía Rivera - Conductora de televisión
- Ivonne Reyes - Actriz y modelo
- Paola Hinojosa - Nuestra Belleza Ciudad de México 2000 y Diseñadora.

## Candidatas
| Estado              | Candidata                      | Edad | Estatura | Residencia        |
| Aguascalientes      | Sandra Pamela Barrera Medel    | 26   | 1.77     | Aguascalientes    |
| Baja California     | María Grisell Osuna Benett     | 24   | 1.80     | Tijuana           |
| Baja California Sur | Italy Yedid Reynoso Arvizu     | 24   | 1.74     | Loreto            |
| Campeche            | Ivanna Díaz Vázquez            | 22   | 1.68     | Ciudad del Carmen |
| Chiapas             | Paulina Ruiz Hernández         | 22   | 1.75     | Tuxtla Gutiérrez  |
| Chihuahua           | Alma Andrea Meza Carmona       | 26   | 1.82     | Chihuahua         |
| Ciudad de México    | Brenda Andrea Smith Lezama     | 26   | 1.72     | Ciudad de México  |
| Ciudad de México    | Carolina Lucero Castillo       | 24   | 1.78     | Ciudad de México  |
| Coahuila            | Ana Lucila Linaje Esquivell    | 24   | 1.76     | Monclova          |
| Colima              | Ivonne Lizeth Barocio Sandoval | 22   | 1.73     | Villa de Álvarez  |
| Guanajuato          | Luz María Guillén Jiménez      | 22   | 1.76     | León              |
| Hidalgo             | Griselda Garzón Quiroz         | 26   | 1.71     | Pachuca           |
| Jalisco             | Michel López Sosa              | 24   | 1.76     | Guadalajara       |
| Michoacán           | Adriana Zacarías Avilés        | 26   | 1.78     | Morelia           |
| Morelos             | Grisel Ramírez Roldán          | 22   | 1.76     | Cuernavaca        |
| Nayarit             | Ana Victoria Leija Navidad     | 24   | 1.72     | Tepic             |
| Nuevo León          | Andrea Paola Martínez Bazarte  | 28   | 1.71     | Guadalupe         |
| Oaxaca              | Ángeles Alma Castro Chávez     | 22   | 1.70     | Oaxaca            |
| Puebla              | Camila Canto Vera              | 20   | 1.75     | Puebla            |
| Querétaro           | Alejandra Sánchez Díaz de León | 28   | 1.75     | Querétaro         |
| Quintana Roo        | Montserrat Sánchez Flores      | 21   | 1.77     | Playa del Carmen  |
| San Luis Potosí     | Ana Karen Bustos González      | 22   | 1.83     | San Luis Potosí   |
| Sinaloa             | Débora Hallal Ayala            | 24   | 1.80     | Los Mochis        |
| Sonora              | Karla Idolina Ochoa Gutiérrez  | 24   | 1.73     | Hermosillo        |
| Sonora              | Nathalia Martínez Vázquez      | 24   | 1.80     | Guaymas           |
| Tabasco             | Thania de la Fuente Córdova    | 23   | 1.70     | Comalcalco        |
| Tamaulipas          | Claudia Patricia Morato García | 28   | 1.74     | Matamoros         |
| Tlaxcala            | Yessica Lizeth Olvera Pérez    | 22   | 1.69     | Tlaxcala          |
| Veracruz            | Estefanía Ruiz Iñiguez         | 26   | 1.78     | Úrsulo Galván     |
| Yucatán             | Natalia Elizarrarás Flores     | 24   | 1.75     | Mérida            |

## Sobre los Estados en Mexicana Universal 2020

### Reemplazos
- San Luis Potosí - Ana Luisa Martínez renunció al título estatal y a su participación en la competencia nacional por cuestiones personales. Fue reemplazada por Karen Bustos.
- Zacatecas - Alejandra Caldera renunció al título estatal y a su participación en la competencia nacional por cuestiones personales. Fue reemplazada por Grecia Soto.

### Estados designados a la competencia
- Ciudad de México - Carolina Lucero
- Sonora - Nathalia Martínez

### Estados que se retiran de la competencia
- Durango - Paulina Fallad no pudo incorporarse a la concentración nacional ya que dio positivo a la prueba de Covid-19, misma que se les pidió a todas las concursantes antes de viajar a la sede nacional.
- Estado de México
- Guerrero
- Zacatecas - Grecia Soto se retiró dos días antes de la final nacional por problemas de salud.

### Estados que regresan a la competencia
- Compitieron por última vez en 2018
  -  Campeche
  -  Coahuila
  -  Quintana Roo
  -  Tlaxcala

## Crossovers
| Miss Universo - 2021: Sinaloa - Débora Hallal - 2021: Ciudad de México - Brenda Smith (Top 16) - Representando a Panamá - 2020: Chihuahua - Andrea Meza (Ganadora) Miss Mundo - 2017: Chihuahua - Andrea Meza (1.ª Finalista) Miss Charm - 2023: San Luis Potosí - Karen Bustos (Top 20) Miss Tierra - 2017: San Luis Potosí - Karen Bustos Miss Tourism International - 2018: Tamaulipas - Patricia Morato (Top 10) Reina Hispanoamericana - 2021: Nuevo León - Andrea Bazarte (Ganadora) Miss Orb International - 2022: Puebla - Camila Canto (Ganadora) Miss Hooters International - 2017: Ciudad de México - Carolina Lucero Miss Teen Mundial - 2016: Sinaloa - Débora Hallal (Ganadora) Nuestra Belleza Latina - 2018: Ciudad de México - Brenda Smith (12.ª Finalista) - Representando a Panamá - 2018: Nuevo León - Andrea Bazarte (13.ª Finalista) Miss Universe Latina - 2025: Nuevo León - Andrea Bazarte (Top 5) Miss Universe Mexico - 2025: Puebla - Camila Canto (Por Competir) - 2024: San Luis Potosí - Karen Bustos (2.ª Finalista) Miss México - 2016: Chihuahua - Andrea Meza (Ganadora) - 2016: Tamaulipas - Patricia Morato (Top 16) Nuestra Belleza México - 2017: Veracruz - Estefanía Ruíz - 2016: Coahuila - Ana Lucila Linaje Miss Earth México - 2017: San Luis Potosí - Karen Bustos (Ganadora) Señorita México - 2018: Quintana Roo - Montserrat Flores (Ganadora) Miss Model of the World México - 2019: Veracruz - Estefanía Ruíz Miss Globe México - 2017: Oaxaca - Ángeles Castro Miss Hooters México - 2017: Ciudad de México - Carolina Lucero (Ganadora) Teen Universe México - 2016: Campeche - Ivanna Díaz (Top 16) - 2014: Coahuila - Ana Lucila Linaje Miss Teen Mundial México - 2016: Sinaloa - Débora Hallal (Designada) Señorita Panamá - 2021: Ciudad de México - Brenda Smith (Ganadora) | Miss Teen USA - 2013: Ciudad de México - Brenda Smith (Top 16) - Representando a Misuri Mexicana Universal Jalisco - 2018: Jalisco - Michel Sosa (1.ª Finalista) Mexicana Universal Oaxaca - 2017: Oaxaca - Ángeles Castro Mexicana Universal Querétaro - 2018: Querétaro - Alejandra Díaz de León Mexicana Universal Sinaloa - 2018: Sinaloa - Débora Hallal (Top 5) Mexicana Universal Tabasco - 2017: Tabasco - Thania de la Fuente (2.ª Finalista) Nuestra Belleza Baja California Sur - 2015: Baja California Sur - Italy Reynoso Nuestra Belleza Coahuila - 2015: Coahuila - Ana Lucila Linaje (Ganadora) Nuestra Belleza Tamaulipas - 2016: Tamaulipas - Patricia Morato (1.ª Finalista) - 2012: Tamaulipas - Patricia Morato (1.ª Finalista) Nuestra Belleza Veracruz - 2016: Veracruz - Estefanía Ruíz (Ganadora) - 2012: Veracruz - Estefanía Ruíz Miss Universe Puebla - 2025: Puebla - Camila Canto (Designada) Miss Universe San Luis Potosí - 2024: San Luis Potosí - Karen Bustos (Designada) Miss Chihuahua - 2016: Chihuahua - Andrea Meza {(Ganadora) Miss Tamaulipas - 2016: Tamaulipas - Patricia Morato (Designada) Miss Earth San Luis Potosí - 2017: San Luis Potosí - Karen Bustos (Ganadora) Señorita Quintana Roo - 2018: Quintana Roo - Montserrat Flores (Ganadora) Miss Model of the World Veracruz - 2019: Veracruz - Estefanía Ruíz (Designada) Teen Universe Campeche - 2016: Campeche - Ivanna Díaz (Designada) Teen Universe Coahuila - 2014: Coahuila - Ana Lucila Linaje (Designada) Miss Globe Oaxaca - 2017: Oaxaca - Ángeles Castro (Ganadora) Miss Georgia USA - 2017: Ciudad de México - Brenda Smith (1.ª Finalista) Miss Missouri Teen USA - 2013: Ciudad de México - Brenda Smith (Ganadora) Reina de la Feria Nacional de San Marcos - 2018: Aguascalientes - Pamela Barrera (Ganadora) Reina UACH - 2015: Chihuahua - Andrea Meza Reina Tec Milenio - 2014: Sinaloa - Débora Hallal (Ganadora) |